# Schloss Gross Stein

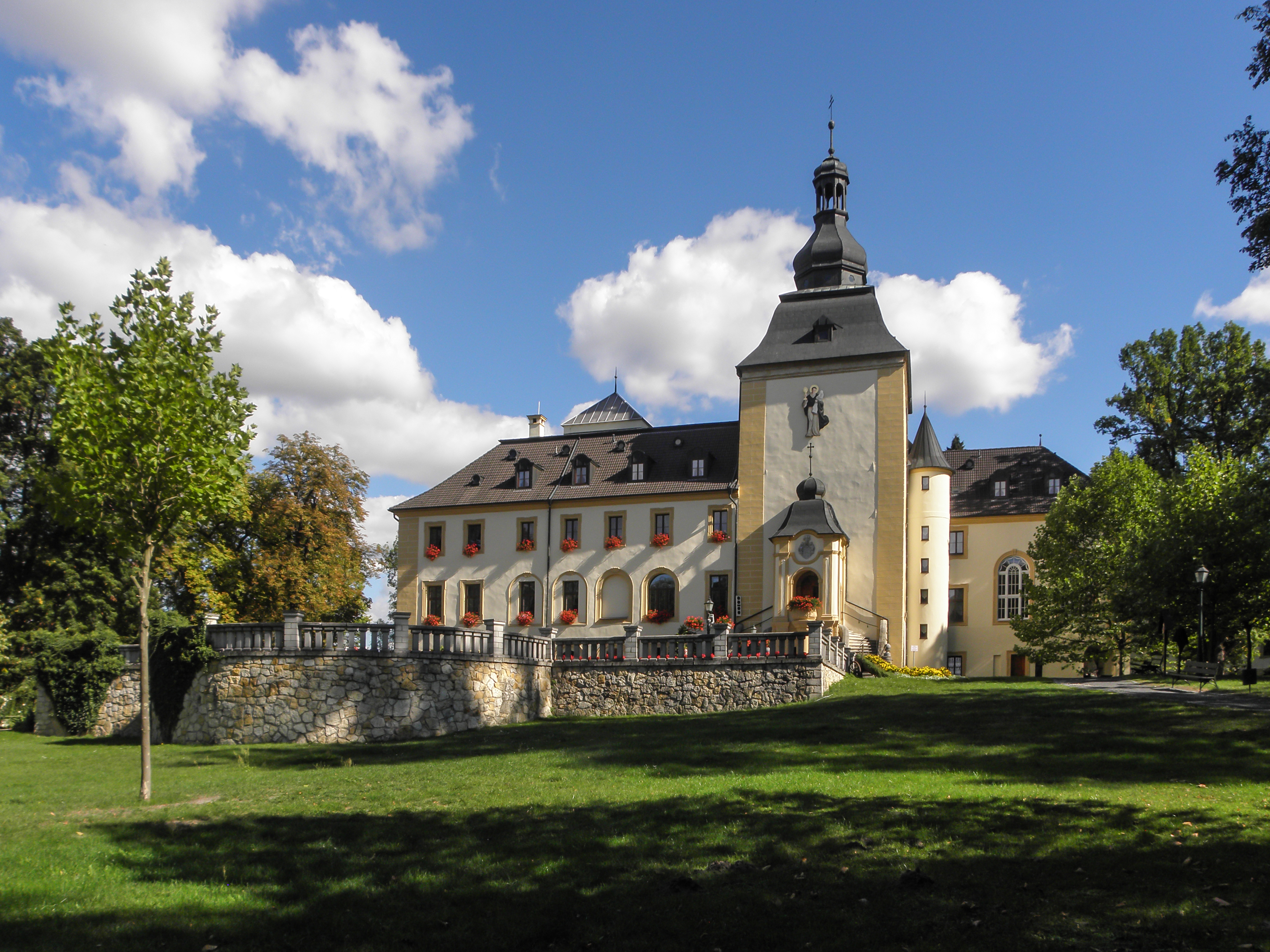
Schloss Gross Stein

Das barocke Schloss Gross Stein befindet sich im gleichnamigen Dorf Gross Stein in der Woiwodschaft Opole in Oberschlesien.

## Geschichte

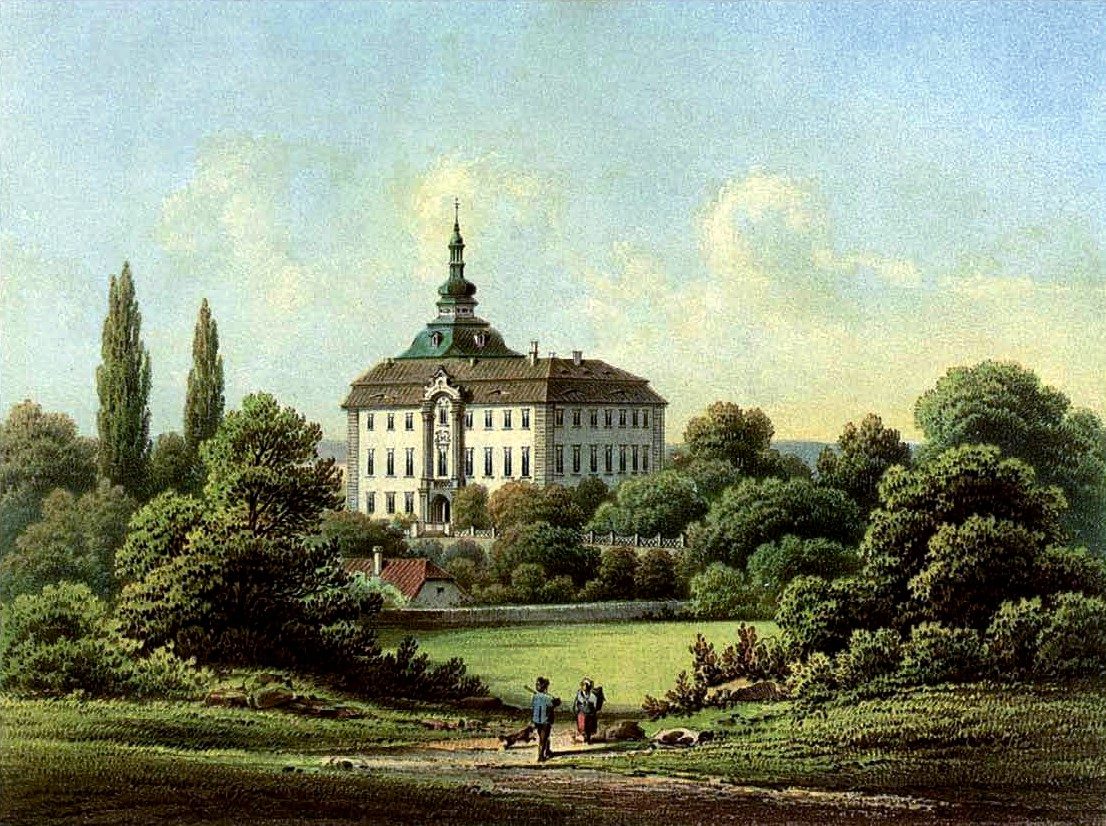
Groß Stein Sammlung Duncker, 19. Jh.

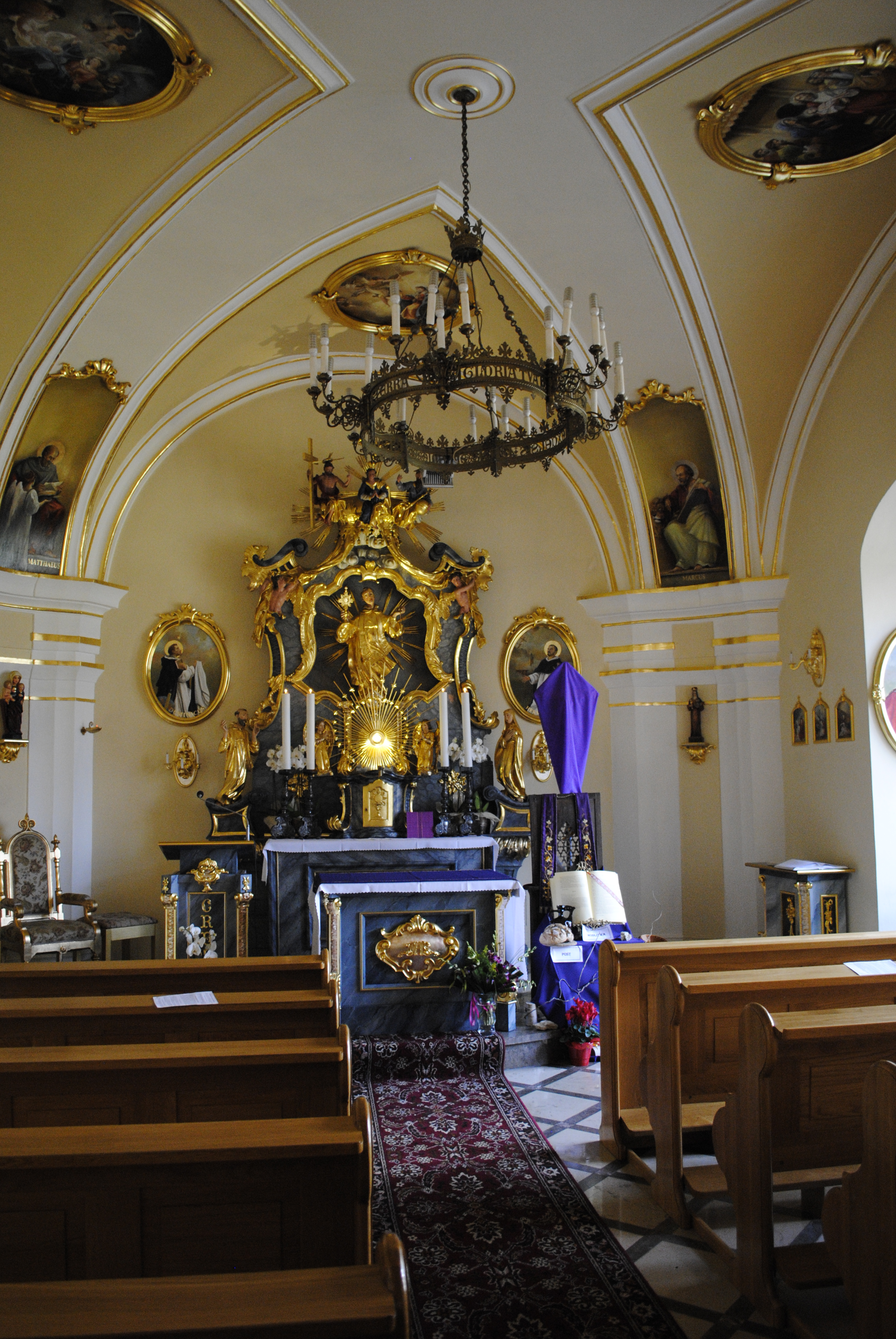
Schlosskapelle

Eine erste Burganlage an gleicher Stelle entstand bereits im 11. Jahrhundert unter dem Rittergeschlecht der Odrowąż. 1183 wurde in dieser Burg der später heiliggesprochene Hyazinth von Polen geboren und ein Jahr darauf der später seliggesprochene Ceslaus von Breslau. Im Jahr 1200 war es Geburtsort der später heiliggesprochenen Bronisława.
In den folgenden Jahrhunderten wurde das Schloss mehrmals umgebaut. Es war im Besitz zahlreicher Adelsgeschlechter, darunter derer von Strzal, von Larisch sowie von Strachwitz. Das heutige Erscheinungsbild erhielt das Schloss wohl im Jahr 1779. Namhaft waren aus der letzten Gutsbesitzerfamilie zuerst Ernst-Hyazinth Graf Strachwitz (1805–1869), Herr der Herrschaften Alt-Stubendorf, erster Agnat des Familien-Majorats Weigelsdorf und Bruschewitz. Er betrieb Groß Stein als Nebengut. Ihm folgten im Besitztum der Reichstagsabgeordnete Hyazinth Graf Strachwitz (1835–1871), verheiratet mit Luise Gräfin Strachwitz von Groß Zauche und Camminetz und Landschaftsdirektor, Mitglied des Preußischen Herrenhauses sowie Ehren-Bailli des souveränen Malteserordens aus. Nachfolger wurde dann deren Sohn Hyacinth von Strachwitz (1864–1942) auf Groß Stein, liiert mit Aloysia Gräfin Matuschka, Freiin von Topploczan uns Spaetgen. Bekanntester Vertreter wurde aber der Erbe Hyazinth Graf Strachwitz (1893–1968), früher SS-Standartenführer und folgend Generalleutnant (Panzer) der Reserve. 
In den letzten Jahren vor Ende des Zweiten Weltkriegs wurden die Räumlichkeiten des Schlosses als Lazarett genutzt. Den Krieg überstand das Gebäude unbeschadet. Im Dezember 1945 bezog ein Kinderheim die Schlossanlage.
1954 wurde das Schloss dem militärisch genutzten angrenzenden Flughafen angegliedert. Die hier stationierten sowjetischen Truppen gingen mit dem Interieur und der historischen Bausubstanz nicht sehr pfleglich um. Bereits nach wenigen Jahren war das Schloss nicht mehr bewohnbar. 1970 zerstörte ein Brand das gesamte Gebäude. Daraufhin verfiel das Schloss zur Ruine.
1990 gingen die Grundstücke mitsamt dem Schloss an die Diözese Oppeln. Kurz darauf begannen die Wiederaufbaumaßnahmen am Schloss. 1994 wurde das Schloss mit einem angrenzenden Sanktuarium eingeweiht. Die Innenräume sowie die Außenfassaden wurden teils originalgetreu rekonstruiert, so dass der Schlossbau sein altes barockes Erscheinungsbild wieder erlangte. An den Feierlichkeiten nahm auch der Kölner Erzbischof Joachim Meisner teil.
Heute sind das Schloss und das Sanktuarium ein wichtiges religiöses und geistliches Zentrum. Das Dorf Groß Stein ist zudem ein wichtiger Erholungs- und Kurort in der Woiwodschaft Oppeln ein.

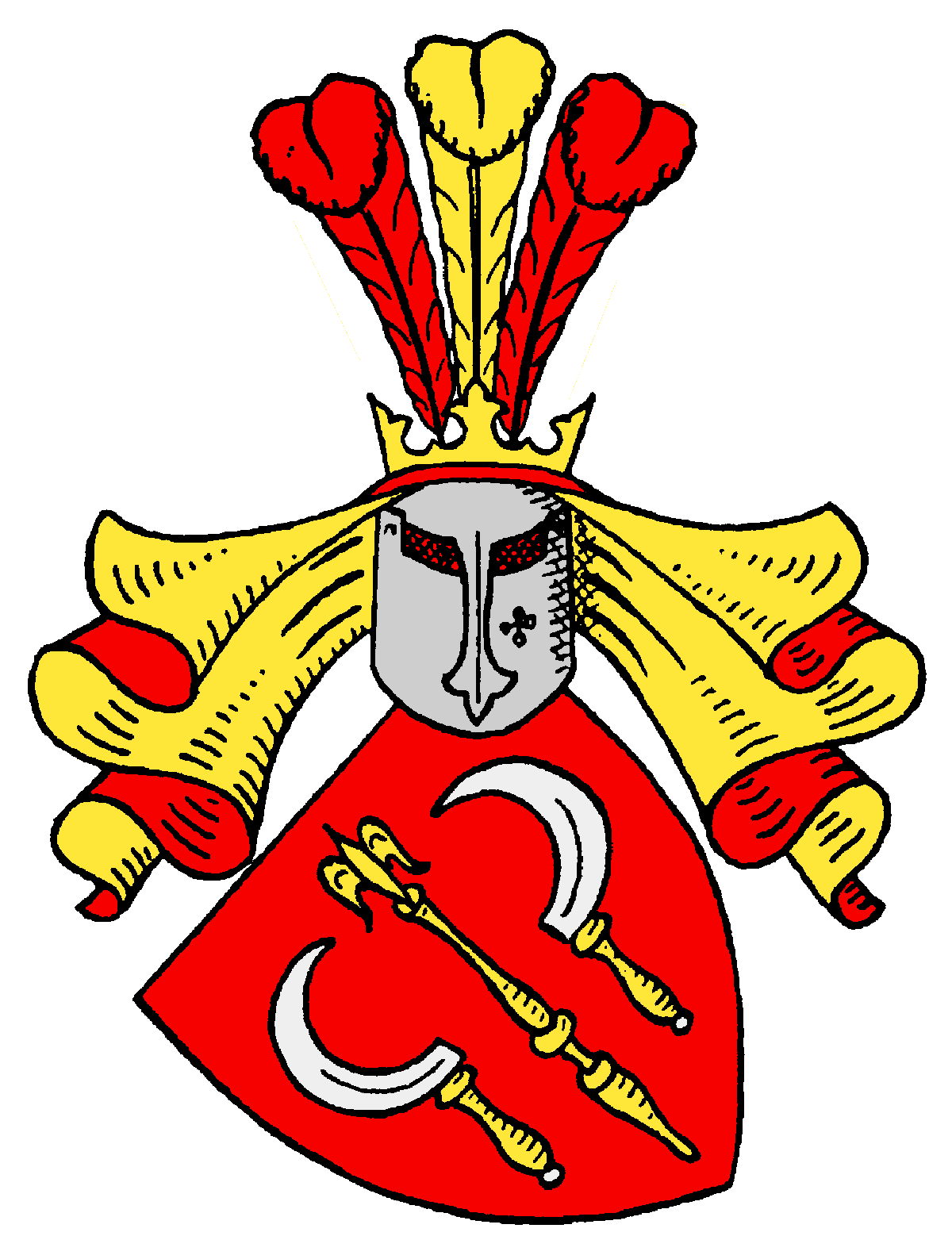
Wappen von Larisch
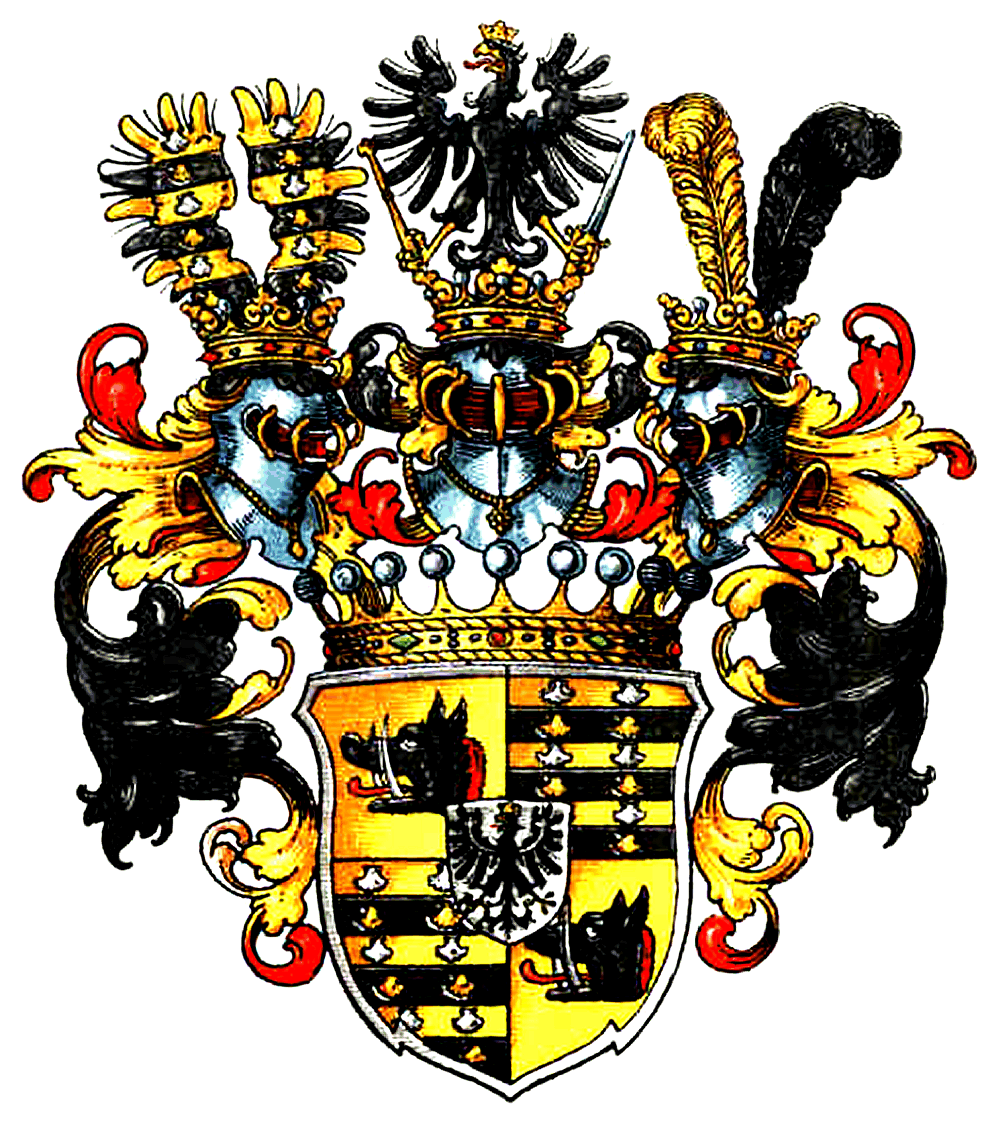
Wappen von Strachwitz
Wappen Odrowąż. Kappele Jacek